# Dudgeonnage
Raccord par dudgeon
Pour les articles homonymes, voir Dudgeon.
Le dudgeonnage (procédé inventé par Richard Dudgeon (en)) d'un tube, dans une plaque à tubes d'un échangeur de chaleur tubulaire, consiste à créer une expansion radiale du tube par mandrinage ou par pression hydraulique, entraînant une déformation plastique. Un tel raccord s'appelle un dudgeon et est souvent réalisé à l'aide d'une dudgeonnière[source secondaire souhaitée].
Les contraintes résiduelles se traduisent par une pression de contact tube-plaque formant une liaison mécanique résistante entre ces pièces. Les outils utilisés ne doivent pas provoquer d'empreintes à pentes brusques sur le métal, ni arrachement, ni d'amorces de fissures.
Si les caractéristiques des matériaux en contact sont trop voisines, l'assemblage ne sera pas de bonne qualité. En effet, le tube expansé dans la plaque à tube atteint alors sa limite élastique approximativement pour la même déformation relative que la plaque à tube elle-même, et la plaque à tube ne peut être écrouie (plastifiée) avant que le tube lui-même ne le soit.
Facteurs d'amélioration : 
- dureté du matériau de la plaque supérieure à celle des tubes ;
- limite élastique du matériau de la plaque supérieure à celle des tubes ;
- module de Young de plaque supérieur à celui des tubes.

Cet assemblage, pour être reproductif, doit faire l'objet d'une qualification de mode opératoire, avec pour paramètres principaux : 
- diamètre du tube ;
- épaisseur tube ;
- famille de matériau plaque ;
- famille de matériau tube ;
- épaisseur ligament ou pas des tubes ;
- présence ou non de rainures (et nombre).

L'assemblage donne lieu à la réalisation d'un échantillon de plaque et de tube, comprenant sept tubes, sur lequel on réalise un contrôle visuel des surfaces, une mesure finale de diamètre intérieur, et un essai d'arrachement du tube central, en notant la valeur d'arrachement du tube.
Pour chaque échangeur en projet, le procédé doit en principe assurer une valeur d'arrachement supérieure à trois fois l'effort maximal qui sera subi par les tubes en service, sous les effets conjugués de la pression et de la température — ce facteur 3 étant multiplié d'un facteur supérieur à 1, lié au ratio Rt à la valeur d'essai / Rt[pas clair] à la température maximale de service.
Ce procédé déforme définitivement les pièces et la réussite du premier coup est fortement recommandée : tout redudgeonnage local mené pour étancher un tube qui s'est avéré fuyard à l'épreuve (faite à l'eau ou au gaz) déséquilibre l'ensemble du voisinage et conduit au redudgeonnage de nombreux autres tubes, de proche en proche.

## Note et références
1. ↑  dudgeonnage, dans l'article « évasement », sur Vitrine linguistique (consulté le 27 juillet 2025).
2. ↑  « Dudgeonnière », sur outillage-frigoriste.com (consulté le 27 juillet 2025).